# هری سوئنسن
هری سوئنسن (دانمارکی: Harry Sørensen; ۱۹ آوریل ۱۸۹۲ – ۱۴ سپتامبر ۱۹۶۳) ژیمناست هنری اهل دانمارک بود.